# Раймунд Луллий
Райму́нд Лу́ллий (лат. Raymundus Lullius, кат. Ramon Llull; другие варианты написания на русском языке: Раймо́нд Луллий, Раймо́н Лу́ллий, Раймо́н Лулл, Рамо́н Льюль; ок. 1235, Пальма-де-Мальорка — 1315, там же) — каталонский миссионер, поэт, философ и теолог, один из наиболее влиятельных и оригинальных мыслителей европейского высокого Средневековья. Луллий считается одним из родоначальников европейской арабистики и комбинаторики. Одним из первых применил диаграмму связей. Луллию также приписывается обширный псевдоэпиграфический корпус алхимических трактатов.

## Биография
Данных о ранних годах жизни Раймунда Луллия не так много, но более поздняя его биография, после тридцати лет, известна достаточно хорошо. Главным источником информации о его жизни является текст «Vida coetània», написанный неизвестным автором в монастыре города Вовер в 1311 году. Текст приписывают как самому Луллию, так и неизвестному монаху, или канонику города Аррас, Томасу Ле Мизье.
На этот довольно противоречивый труд во многих своих работах ссылается и сам Луллий. Также её упоминают многие его ученики и современники, а в самой работе приведен список исторических документов, которые дополняют информацию о его жизненном пути. Среди данных о жизни Раймунда Луллия особенно интересны его собственные пометки о своем душевном состоянии на разных этапах жизни. В целом можно сказать, что его биография изучена достаточно хорошо.
Луллий был выдающейся личностью с насыщенной социальной жизнью, он встречался с королями и понтификами, постоянно путешествовал, читал лекции в университетах, вел беседы с представителями интеллектуальной элиты своего времени, участвовал в католических церковных соборах, выступал за крестовые походы и обращение неверных в католическую веру. В дальнейшем он был заключен в тюрьму, и пережил личностный кризис. И вместе с тем являлся великим философом, писателем и теологом эпохи Средневековья, оставил после себя значительное литературное наследие.
Однако Раймунд Луллий был исторической личностью такой величины, что в его биографии все же встречаются некоторые неточности и противоречия. Так его последователи и ученики стремились приукрасить его достоинства, а противники напротив старались исказить его личность, и некоторые неизвестные авторы даже писали под его именем. Поэтому ему приписывали трактаты по алхимии и каббале, и даже некоторые научные открытия. Но все же нужно заметить, что Луллий разбирался во многих областях знаний и в его работах действительно можно встретить отсылки к разным наукам.
Свою жизнь Раймунд Луллий посвятил христианству и обращению неверных в католическую веру и все его работы так или иначе пронизаны этими идеями.

#### Первые 30 лет жизни
Раймунд Луллий родился в городе Пальма де Майорка сразу после завоевания острова королём Арагона Хайме I и создания королевства Майорка. Точная дата его рождения остаётся неустановленной, известен лишь временной промежуток когда он появился на свет: с 1232 по 1233 год. Его родители, Раймонд Амадо Луллий и Изабелла де Эриль, родом из Барселоны, принадлежали к городской аристократии или, другими словами, к небольшой прослойке каталонской знати.
Отец Раймонда согласно своему титулу получил ряд владений от Хайме I, что зафиксировано в Книге Майорки о распределении земель. Этот факт говорит о его выдающемся вкладе, либо военном, либо финансовом, в проведение конкисты. Семья Луллиев обосновалась на Майорке и оказалась на достаточно высоком уровне в социальной иерархии острова, что в итоге помогло Раймонду Луллию младшему получить пропуск в высший свет.
Согласно официальным источникам, карьера Раймонда при дворе началась с того, что он вошёл в окружение будущего Хайме II Майоркийского, когда тот официально стал наследником престола. Тогда Раймонд возглавил королевскую администрацию. Также нельзя не отметить тот факт, что ранее ему предоставлялась возможность занять какой-либо пост при дворе графа Рикера.
Практически в то же время, в 1257 Раймонд Луллий женился на молодой Бланке Пикани, у пары родилось двое детей: Доменик и Магдалена.
В отличие от следующего этапа своей жизни, когда он стал глубоко религиозным человеком, это время для Раймонда наполнено событиями. Ллулий никогда не говорил сам о себе в своих произведениях, однако там проскальзывают образы распущенного вельможи, поэта-трубадура, описание того что на границе государства пересекаются сразу три культуры: христианская, арабская и еврейская. Все эти детали существенны для понимания дальнейшего жизненного пути человека, примыкавшего к различным королевским и папским дворам, который превратил своё литературное произведение в глубокие размышления.
Образование
Луллий должен был переехать в Париж для получения образования с целью завершить паломничество, однако, когда он находился в Барселоне, его родственники и друзья, в частности Раймунд де Пеньяфорт, отговаривали его и убедили вернуться на Майорку. Там начался его период обучения, продлившийся 9 лет.
В то время он обучался в библиотеках монастыря Санта Мария Ла Реаль и в монастыре Сан Доминго. Изучал латынь, философию, теологию и право, так же естественные науки, в особенности медицину. Последний факт позволяет предположить, что он провел некоторое время в Монпелье. Также изучал арабский: для этого он купил образованного раба, который преподавал ему язык, логику аль-Газали и, вероятно, основы суфизма. Однако отношения с этим 10-летним учителем закончились не лучшим образом, так как Луллий ударил его за порицание Христа. В отместку тот попытался убить Луллия, и ранил его мечом. В итоге раба посадили в темницу, где он покончил жизнь самоубийством.
В конце этого периода обучения он написал на арабском две свои первые работы, которые были вскоре переведены на латынь и каталанский: «Компендиум логики аль-Газали» и великолепная по содержанию и объёму «Книга размышлений о Боге» (1272), «широкая аскетично-мистическая энциклопедия» с автобиографическими элементами. Речь идет о шедевре христианской литературы и книге, заложившей основы и в то же время ставшей венцом каталанской литературы. Согласно Де Рикеру, Комасу и Моласу: «Луллий начинает свой авторский путь ярко, масштабно и совершенно зрело, не с метода проб и ошибок, не с робких колебаний, а с книги, богатой знаниями, полученными опытным путем, полной любви к Богу. Её философские рассуждения на высоком уровне, проза совершенна, она энциклопедична в своей сфере, и читается на одном дыхании».

### Ранние годы
О жизни его было распространено много легенд. Достоверные сведения находятся в его сочинениях (особенно в некоторых автобиографических стихотворениях) и в жизнеописании, составленном с его слов его учениками. Луллий родился в городе Пальме, на острове Майорка; молодость провёл при арагонском дворе в качестве королевского стольника. Несмотря на ранний брак, он вёл беспорядочную жизнь с множеством любовных приключений. На тридцать втором году жизни, во время сочинения эротической песни, ему было видение распятого Христа, повторившееся ещё четыре раза.
Это произвело в нём внутренний переворот; он оставил двор и семью и поселился на пустынной горе Мирамар, где впоследствии несколько его учеников основали маленький монастырь (сам он никогда не вступал ни в монашество, ни в священство). Будучи твердо убеждённым не только в религиозной истине христианства, но и в его совершенной разумности, Луллий находил, что слишком мало делается для обращения неверующих путём убеждения.
Осознание необходимости нового, лучшего способа борьбы с неверными представилось ему во время его уединённых размышлений на Мирамаре в виде трёх конкретных мыслей, которые он приписал особому откровению свыше:
- мысль об особом методе или искусстве, посредством которого можно с разумной необходимостью вывести из общих понятий всякие истины, и прежде всего — истины христианского вероучения;
- мысль об основании миссионерских коллегий, где, кроме других предметов, изучались бы основательно восточные языки, особенно арабский;
- мысль о преобразовании монашеско-рыцарских орденов в один великий миссионерский орден.

### Зрелость
Вся дальнейшая жизнь Луллия всецело посвящена осуществлению этих трёх мыслей. Для выполнения первой из них он пишет множество больших и малых трактатов, где с разных сторон старается изложить и выяснить свой логический метод, называемую им ars generalis, ars universalis, ars magna и т. д. В этом «искусстве» Луллий стоит на почве средневекового реализма, согласно которому общие понятия (universalia) обладают собственным самостоятельным бытием. Исходя отсюда, Луллий предполагает, что действительность есть не что иное, как правильное и постепенное усложнение общих понятий через их различные комбинации друг с другом, а потому разум, следя за логическим порядком понятий, может открывать действительную связь вещей.

## Иллюстрация схемы разумной связи

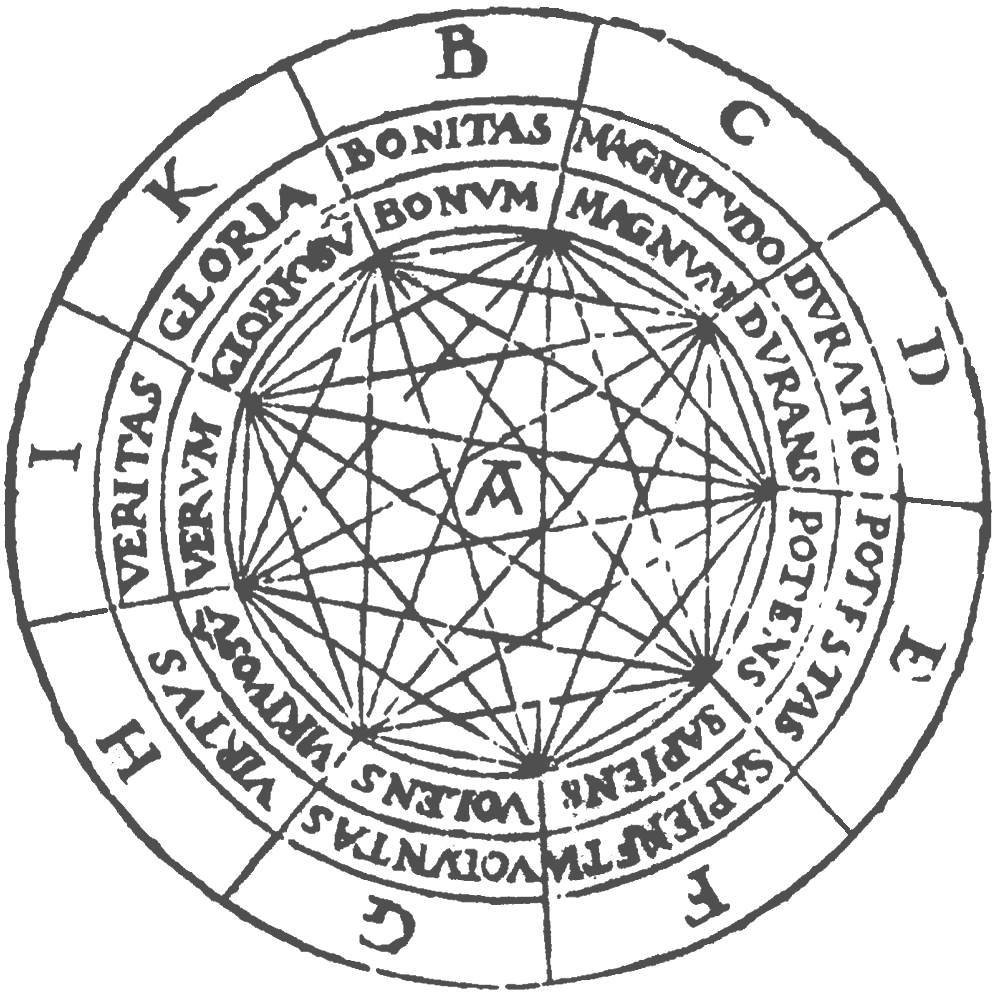
Ars magna, фигура 1.

Это положение, впоследствии возобновлённое в более глубокой и тонкой форме Гегелем, имеет во всяком случае определённый философский смысл. Нельзя сказать того же о способе применения этого принципа у Луллия — о его знаменитых «кругах» (В XIII веке Раймунд Луллий создал логическую машину в виде бумажных кругов, построенных по троичной логике). Этот логический механизм, изображаемый в сочинениях Луллия соответствующими фигурами, состоял из нескольких подвижных концентрических кругов, разделённых поперечными линиями на отделения («камеры»), в которых в известном порядке обозначались общие понятия или основные категории всего существующего; вследствие концентричности кругов, подразделения каждого из них занимали определённое положение относительно тех или других подразделений прочих кругов, а вращая их так или иначе, можно было получать множество новых, более или менее сложных комбинаций, в которых Луллий видел новые реальные истины.
Эти круги в совокупности своей обнимали всю область возможного знания: один из них заключал основные атрибуты божества, другой — логические категории, третий — метафизические и т. д., до права и медицины включительно. На самом деле никакая истина не была ни открыта, ни доказана с помощью такого механизма, который поэтому и считался до сих пор лишь курьёзной игрушкой. Сам Луллий утверждал, что система его кругов была ему прямо открыта свыше, в особом видении, посетившим его на родном острове Майорка.
Так как он был менее всего склонен к обманам и мистификациям, то должно предположить, что явившаяся в его воображении символическая схема разумной связи, проникающей все сферы бытия и познания, была им ошибочно принята и истолкована в буквальном механическом смысле. Впрочем, он не довольствовался кругами и прибегал к другим наглядным способам пояснения своей системы, напр. к родословному древу понятий.

## Идеи Луллия
От неудачных панлогических построений Луллия до́лжно отличать содержание его идей. Господствующим мотивом его философской деятельности было убеждение, что истина — одна: истинное для веры не может быть противно или чуждо разуму, и, следовательно, всякое заблуждение может быть опровергнуто разумными аргументами.
Тут он сталкивался, во-первых, с аверроистами, начавшими в то время проповедовать прославившийся впоследствии принцип о двух истинах. Дело в том, что Аверроэс, своеобразно толкуя учение Аристотеля, придал ему резко пантеистический характер. Скоро он нашёл последователей и в европейских школах; но так как нельзя было скрыть несовместимости этого воззрения с христианским вероучением, то они прибегли к утверждению, что истинное для веры и по вере может быть неистинным по разуму и что можно, например, держаться в теологии учения об индивидуальном бессмертии человеческой души, а в философии в то же время отрицать это бессмертие и признавать вечность только за универсальным мировым умом, в котором исчезает личный ум человека при его смерти.
Такая двуличность была нестерпима для Луллия, и он видел в аверроистах главных врагов своего дела. Менее резко, но столь же решительно боролся он против того благочестивого взгляда, в котором аверроисты могли находить себе косвенную поддержку — против взгляда, что истины веры вообще недоступны для разума и не должны быть предметом философского доказательства и объяснения. Этот взгляд возник на той же почве полного отделения веры от разума, что и аверроизм; но аверроисты становились всецело на сторону разума, только лицемерно допуская требования веры, тогда как благочестивые иррационалисты искренно дорожили своей тёмной верой и враждебно относились к разуму и всякой философии. Полемика Луллия против этого последнего взгляда представляет многочисленные вариации одной и той же темы.
Какой-нибудь арабский или мавританский мудрец разумными соображениями убеждается в несостоятельности ислама и желает принять христианство, если ему покажут истинность христианских догматов; но какой-нибудь благочестивый монах, к которому он за этим обращается, говорит ему, что божественные догматы суть тайны, совершенно непостижимые для разума, и что в них нужно только верить, не рассуждая. На это арабский мудрец возражает, что в таком случае ему незачем менять религии, так как для слепой веры и мусульманство совершенно пригодно. Против обычного утверждения, что разумное доказательство религиозных истин отнимает нравственную заслугу веры, Луллий возражает, что разумное доказательство не создаёт веры (как личного субъективного акта или состояния, имеющего нравственную заслугу), а только придаёт ей общие объективные основания, благодаря которым она может быть сообщаема другим.

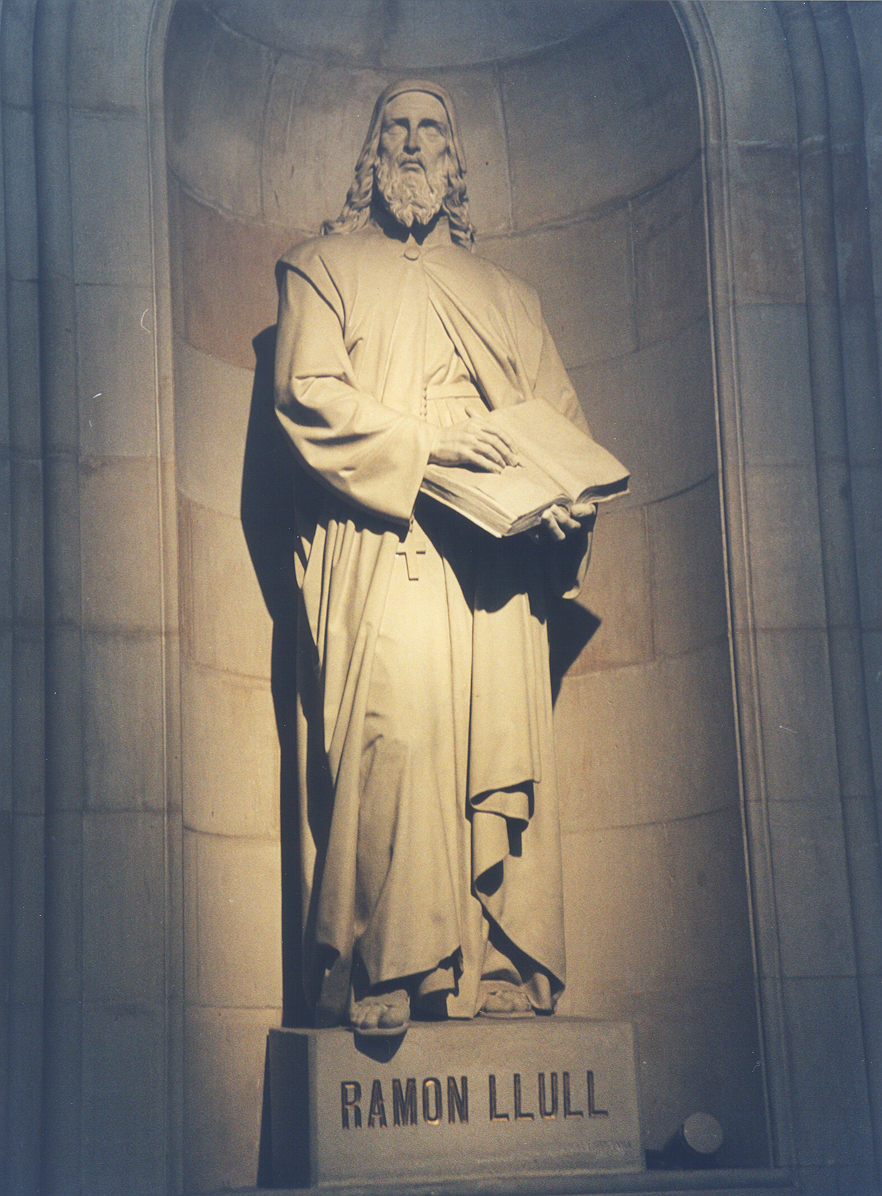
Статуя Раймунда Луллия в Барселонском университете.

По Луллию, разум и вера суть различные формы одного и того же содержания, и это различие он определяет так: разум показывает возможность и необходимость того, чего действительность даётся верой. Понятие разумности или разумной необходимости связано у Луллия с идеей достоинства или совершенства. Так, догмат Троицы имеет за собой, как «необходимое основание» (ratio necessaria), то соображение, что для Бога более достойно или более соответствует его совершенству вечно заключать в себе самом адекватный предмет познания и любви (в лицах Сына и Духа Св.), нежели нуждаться в таком предмете или искать его вне себя; творение мира объясняется тем, что сообщение бытия другому выражает более совершенную степень могущества, мудрости и благости, нежели ограничение себя одним собственным бытием; истина воплощения основывается на том, что личное соединение с чистой человеческой природой есть самое совершенное и достойное Божества, и т. д.
Луллий был уверен, что в своей системе он имеет действительное и полное средство доказать добросовестным мусульманам все истины христианской религии; но для того, чтобы это «универсальное» средство могло быть применено к делу, необходимо было владеть арабским языком. Сам Луллий научился ему основательно, и некоторые из его сочинения написаны первоначально на этом языке; литература арабская также была ему хорошо известна. Но заботы его об основании коллегий восточных языков и миссионерского ордена остались безуспешны.

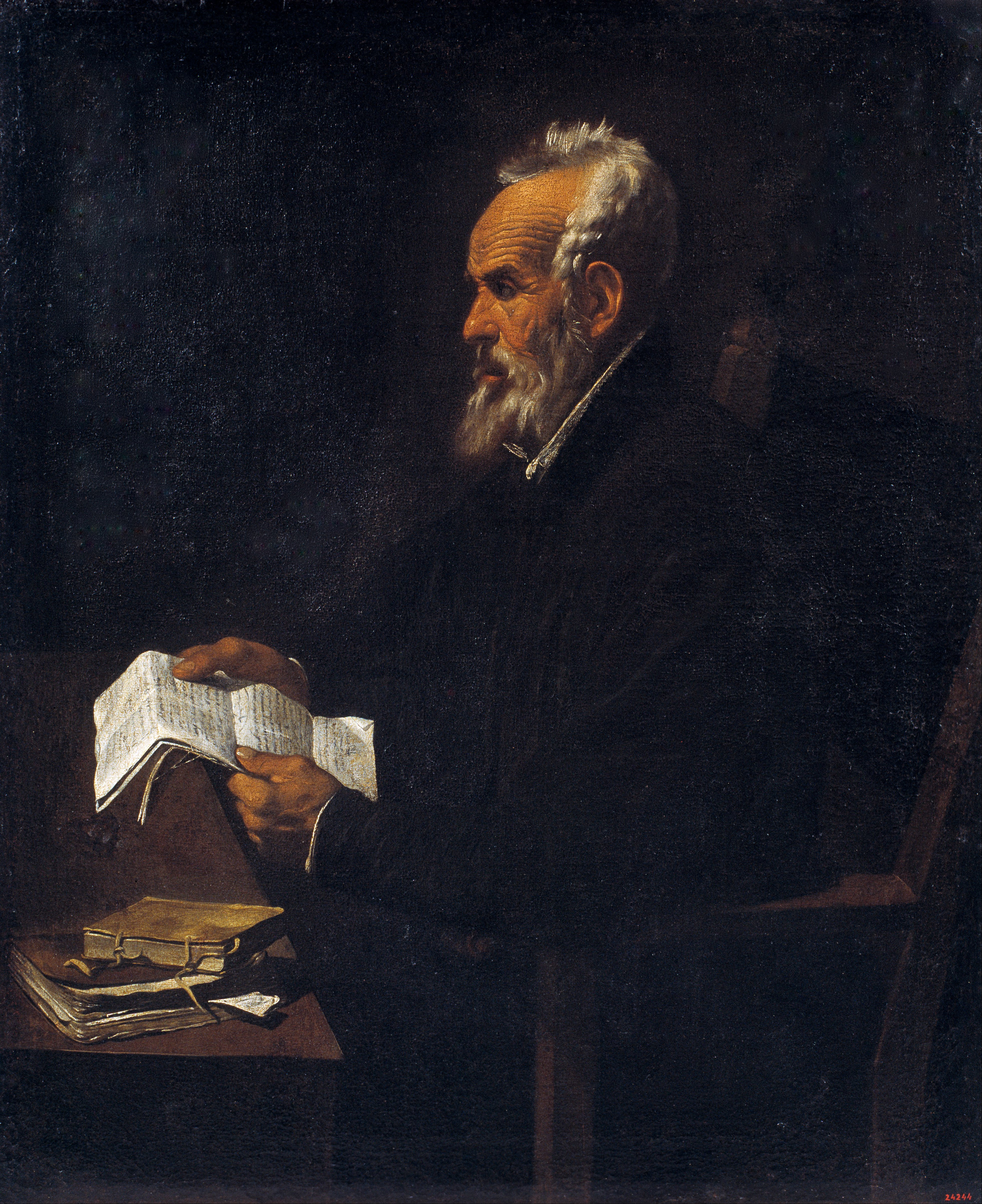
Франсиско Рибальта. Рамон Льюль, ок.1620. Барселона

Он тщетно обращался к начальству доминиканцев и францисканцев, к университетам и государям, к папской курии, при различных папах, наконец, к Вьеннскому собору всей западной церкви. Не успевая в своих попытках широкой организации миссионерского дела, Луллий несколько раз брался за единоличное его осуществление, отправляясь проповедовать христианство мусульманам Северной Африки.
Каждый раз после успешных прений о вере с мусульманским духовенством Луллий обращал на себя внимание властей и народа; его подвергали насилию, сажали в тюрьму, изгоняли из страны. В Тунисе он, за открытую проповедь Евангелия на городской площади, был побит камнями. Тело его было поднято генуэзским купцом Стефаном Колумбом (предком Христофора), который перевёз его на своём корабле в Пальму (по некоторым рассказам он был ещё жив и умер в дороге). Торжественно похороненный на своей родине, он стал там местным святым и чудотворцем.

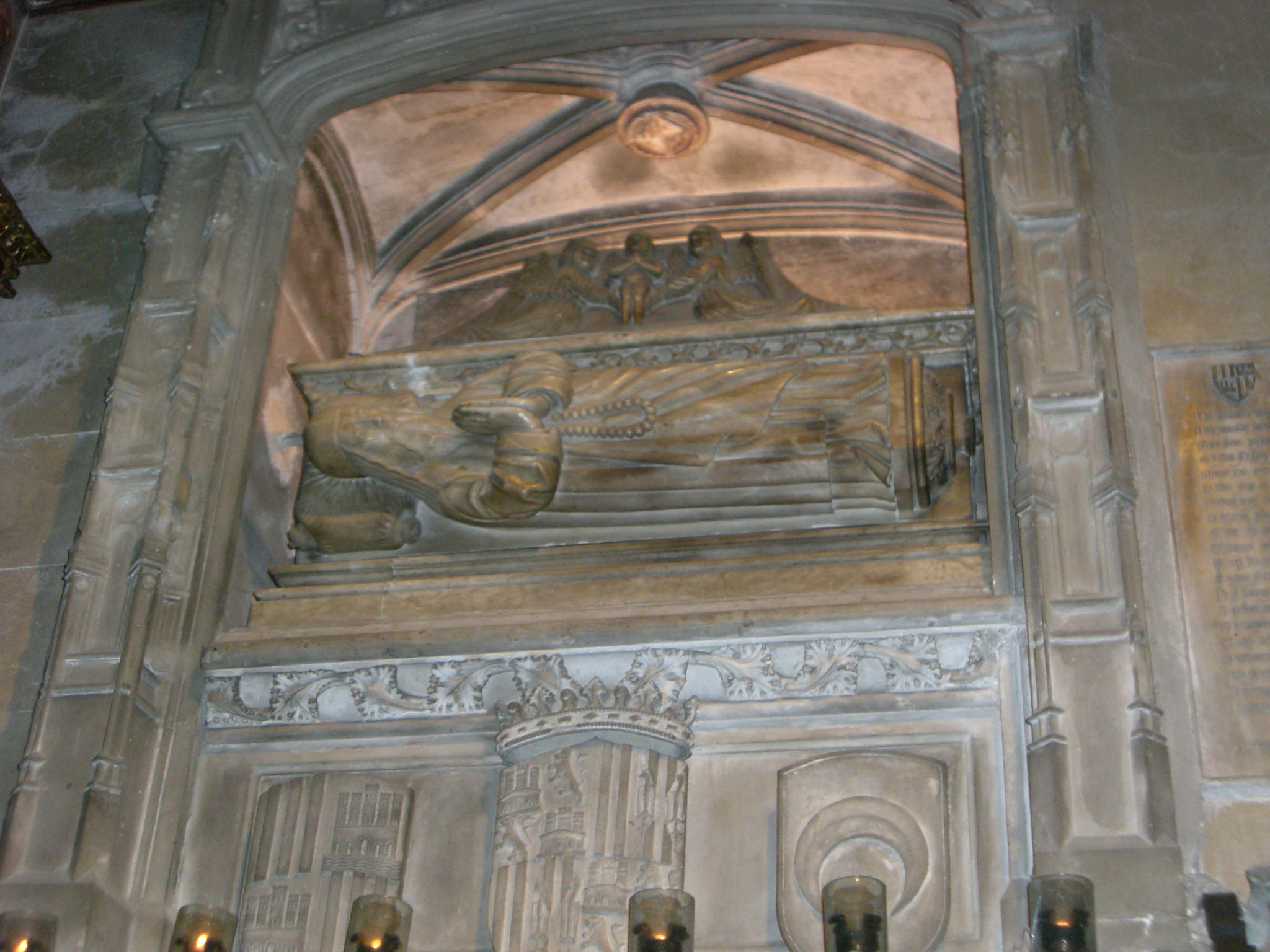
Гробница Раймунда Луллия в базилике Св. Франциска, Пальма-де-Мальорка

Впоследствии делались попытки его канонизации, но против его памяти восстал могущественный орден доминиканцев, из-за учения о непорочном зачатии Богородицы, которое защищал Луллий и отрицали доминиканцы (принявшие этот догмат только в XIX в.). Провинциальный инквизитор Арагонского королевства Николай Эймерик возбудил в 1372 г. против Луллия обвинение в различных ересях, но встретил сильное противодействие со стороны короля и лучших людей Испании. Сочинённая им папская булла против Луллия была впоследствии объявлена подложной (в 1419 г.).
Провозглашён блаженным (beato); память в Испании 29 марта; во францисканском ордене 30 июня.

## Наследие Луллия
Сторонники Луллия, бывшие довольно многочисленными уже в последние годы его жизни (в одном Парижском университете нашлось 50 магистров и докторов, заявивших письменно полное одобрение его учению), образовали после его смерти целую школу, особенно процветавшую в XV в. Из неё вышли многие сочинения, ошибочно приписанные самому Луллию.
Подлинные его сочинения, написанные на каталанском, арабском и латинском языках, были распространены в многочисленных рукописях. Ещё в начале XIV в. были составлены их каталоги. Полное печатное — изд. Зальцингера в Майнце, 1721—1742 гг., в 10 тт., из которых 7-й и 8-й не появлялись в обращении. Стихотворения («Obras rimadas») изд. в Испании. Богатое собрание рукописей Луллия, среди которых есть и неизданные, находится в Мюнхене.
Из 313 сочинений, описанных Ренаном, многие (около 100) не принадлежат Луллию. Таковы все алхимические трактаты: Луллий не только не занимался алхимией, но осуждал её, как ложное и безнравственное искусство; между тем уже ближайшее потомство сделало из Луллия алхимика по преимуществу.
Это можно объяснить невольным недоразумением: название ars magna, ars universalis, которое он давал своему логическому методу, в тогдашнем словоупотреблении означало именно искусство превращать металлы и добывать жизненный эликсир.
Целый ряд алхимических сочинений, приписанных Луллию, имеет характер грубого подлога: Луллий является здесь действующим в Англии, где он никогда не был, притом через несколько десятилетий после своей смерти и при дворе небывалого английского короля Роберта.
По схоластическому обычаю давать особые прозвания важнейшим деятелям религии и науки, Луллий был прозван учителем озаренным, или озареннейшим (doctor illuminatus, illuminatissimus). В эпоху Возрождения к Луллию примыкают с разных сторон Агриппа Неттесгеймский, Николай Кузанский и в особенности Джордано Бруно, возобновляющий «великое искусство» в нескольких своих сочинениях.
Произведение
- Книга об Эвасте и Бланкерне;
- Книга о Любящем и Возлюбленном;
- Книга о рыцарском ордене;
- Книга о животных;
- Песнь Рамона.

## Место в истории философии

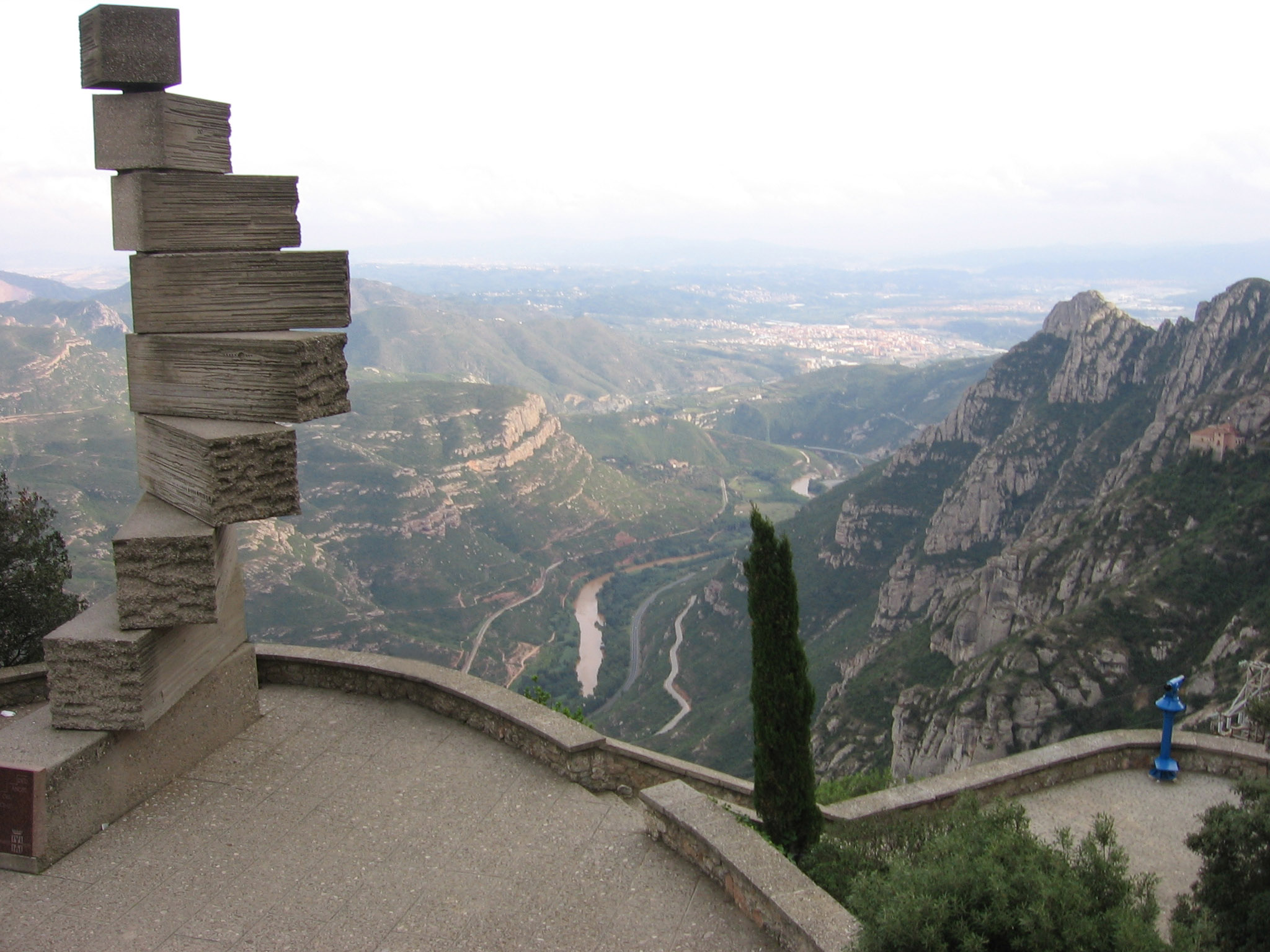
Жузеп Мария Субиракс. Памятник Раймонду Луллию. Монтсеррат

В истории философии Луллий занимает видное место:
- во-первых, как самый последовательный из средневековых «реалистов», доведший эту точку зрения до панлогизма (то есть отождествления порядка действительности с порядком логическим) пятью веками раньше Гегеля,
- и во-вторых, по его идее о взаимоотношении между разумом и верой (философией и теологией) как внутренне восполняющими, а не ограничивающими друг друга формами истины, в сущности равноправными (хотя Луллий и употреблял иногда мимоходом обычное средневековое выражение о философии как служанке богословия).

Главный недостаток Луллия заключался в слабой способности к философскому изложению идей, вследствие чего он так держался механических схем.
Впрочем, есть мнение, что механический способ изложения философских мыслей не хуже традиционного и забыт незаслуженно. Изучение первоисточников показывает, что лучше говорить не о механическом способе изложения, а об использовании всех «трёх кодировок: текст-картинка-схема», что мобилизует все возможности изложения, в то время, как философы Нового времени от картинок и схем практически отказались.
Особо следует отметить внутреннюю связь схем Луллия с появившимися в XX веке психологическими теориями «Уровней интеллекта», из которых наиболее близки к схемам Луллия «Уровни бытия» К. У. Грейвза.

## В художественной литературе
- «Путешествия Гулливера» (часть "Путешествие в Лапуту") Джонатана Свифта содержат описания логической машины, похожей на машину Луллия.
- «Алхимик» — незавершённая поэма графа А. К. Толстого.
- «Бешеный ангел. Два тела Раймонда Луллия» — роман Д. Гербера.
- «Логическая машина Раймонда Луллия» — текст Х. Л. Борхеса из сборника «Замурованные тексты».

## Издания на русском языке
- Рамой Льюль. Книга о Любящем и Возлюбленном. Книга о рыцарском ордене. Книга о животных. Песнь Рамона / Издание подготовил В. Е. Багно. — СПб.: Наука, 1997.
- Раймонд Луллий. Краткое искусство // Антология средневековой мысли. Том II. СПб., 2002. С. 188—199.